# Білицька селищна територіальна громада
Білицька селищна територіальна громада — територіальна громада в Україні, у Полтавському районі Полтавської області, з адміністративним центром у селищі Білики.

## Загальна інформація
Площа території — 388,3 км², населення громади — 11 642 особи, з них: міське населення — 4 828 осіб, сільське — 6 814 осіб (2020 р.).

## Населені пункти
До складу громади увійшли селище Білики і 26 сіл: Бережнівка, Білоконівка, Богданівка, Бутенки, Вишневе, Вітрова Балка, Дрижина Гребля, Жирки, Жуки, Зелене, Колодяжне, Комарівка, Кустолові Кущі, Марківка, Мирне, Прогрес, Рубани, Свічкареве, Славнівка, Степове, Трояни, Червоне, Червоні Квіти, Чорбівка, Чумаки та Шапки.

## Історія
Створена у 2020 році, відповідно до розпорядження Кабінету Міністрів України № 721-р від 12 червня 2020 року «Про визначення адміністративних центрів та затвердження територій територіальних громад Полтавської області», шляхом об'єднання територій та населених пунктів Бутенківської сільської територіальної громади (в складі Бутенківської та Дрижиногреблянської сільських рад), Білицької селищної та Жуківської, Марківської, Червоноквітівської, Чорбівської сільських рад Кобеляцького району Полтавської області.